# Antonio Villaraigosa

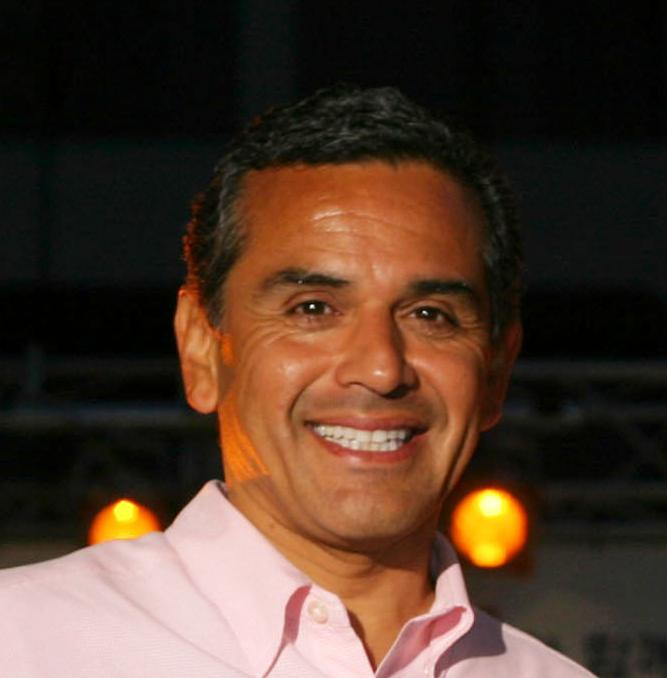
Antonio Villaraigosa (2005)

Unterschrift

Antonio Ramón Villaraigosa (geboren als Antonio Ramon Villar, Jr.; * 23. Januar 1953 in Los Angeles, Kalifornien) ist ein US-amerikanischer Politiker (Demokraten). Er war von 2005 bis 2013 Bürgermeister von Los Angeles. Er war der erste Latino-Bürgermeister der Stadt seit Cristóbal Aguilar im Jahre 1872. Villaraigosa wurde am 17. Mai 2005 als Nachfolger von James Hahn gewählt. Vor seiner Wahl saß er als Abgeordneter des 45. Bezirkes in der California State Assembly, dem Unterhaus des kalifornischen Parlamentes, sowie als Vertreter des 14. Bezirks im Stadtrat von Los Angeles. Bevor er in öffentliche Ämter gewählt wurde, war er viele Jahre Gewerkschaftsfunktionär.

## Biografie
Als Kind eines mexikanischen Vaters und einer US-Amerikanerin mexikanischer Abstammung wurde er als Antonio Ramon Villar in der City Terrace Umgebung von East Los Angeles im Los Angeles County geboren und hatte eine schwierige Kindheit. Er besuchte katholische als auch öffentliche Schulen. In der dritten und vierten Klasse besuchte er die Harrison Street School. Anschließend besuchte er die Cathedral High School, eine katholische Schule, flog aber nach einer Schlägerei nach einem Footballspiel wieder von der Schule. Daraufhin schloss Villaraigosa die Roosevelt High School ab, und dank der Hilfe seines Lehrers Herman Katz, konnte er das East Los Angeles College besuchen, um schließlich seinen Bachelorabschluss in Geschichte an der UCLA zu erreichen.
1987 heiratete Villar Corina Raigosa und nahm ihren Namen an.
Nach dem Abschluss an der UCLA besuchte Villaraigosa das People’s College of Law (PCL). Trotz vier unternommenen Versuchen bestand er das Examen nicht, und er bekam keine Anwaltslizenz. Nach dem Besuch des PCL wurde er Mitarbeiter bei den United Teachers Los Angeles (UTLA), wo er Beziehungen zu Menschen schloss, die ihm den Sprung in die Politik erlaubten, wie z. B. James M. Woods und Miguel Contreras, beide ehemalige Schatzmeister des Los Angeles County Federation of Labor. Außerdem war Villaraigosa Vorsitzender der American Civil Liberties Union von Los Angeles und der American Federation of Government Employees. Am 12. Mai 2006 erhielt Villaraigosa einen Ehrentitel der University of Southern California (USC).
1994 wurde er in die California State Assembly, das kalifornische Parlament gewählt, dessen Sprecher er vier Jahre später wurde. Er war damit der erste Sprecher der California State Assembly aus Los Angeles seit 25 Jahren. In den vier Jahren, bevor er zum Sprecher des Parlamentes gewählt wurde, hatte er verschiedene andere Führungspositionen inne. Bei den Bürgermeisterschaftswahlen von Los Angeles im Jahr 2001 trat er als Kandidat an, wurde aber vom Demokraten James Hahn in einer Stichwahl mit acht Prozent geschlagen. 2003 schlug Villaraigosa den Stadtratsabgeordneten Nick Pacheco und erlangte somit einen Sitz im Stadtrat von Los Angeles für den 14. Bezirk.
Bei den Bürgermeisterschaftswahlen von Los Angeles am 8. März 2005 erhielt er die meisten Stimmen und in der Stichwahl am 17. Mai schlug er Amtsinhaber Hahn mit 58,7 % der Stimmen. Er wurde damit zum ersten lateinamerikanischen Bürgermeister von Los Angeles seit 1872 (Cristóbal Aguilar war von 1866 bis 1868 und nochmals von 1870 bis 1872 Bürgermeister- allerdings betrug die Bevölkerung zu dieser Zeit nur ca. 6000 Menschen).
Die Zeitung The Nation führte seinen Erfolg im Jahr 2005 im Gegensatz zur Niederlage von 2001 darauf zurück, dass in seiner Koalition aus dem Jahr 2005 deutlich mehr Afroamerikaner sowie Maxine Waters (die 2001 noch Hahn unterstützte) und Bernard Parks (ehemaliger Polizeichef) waren. Er konnte außerdem viele Stimmen aus West L.A. gewinnen, in dem viele Juden leben, die tendenziell mehr konservativ eingestellt sind. Tatsächlich gibt es nur zwei Bevölkerungsgruppen, in denen er keine Mehrheit erhielt: Von den weißen Konservativen aus dem Northwest Valley, sowie von Asian Americans.
Am 1. Juli 2005 wurde Villaraigosa als 41. Bürgermeister von Los Angeles in einer feierlichen Zeremonie in der Cathedral of Our Lady of the Angels vereidigt. Es folgte eine Prozession zum nahegelegenen Rathaus. Auf dem südlichen Rasen der Kirche wurden ihm die Amtsgeschäfte von Stephen Reinhardt, Richter am United States Court of Appeals for the Ninth Circuit, übertragen. An der Zeremonie nahmen Gouverneur Arnold Schwarzenegger, die früheren Gouverneure Gray Davis, Pete Wilson und Jerry Brown teil, sowie der frühere US-Vizepräsident Al Gore und verschiedene Bürgermeister von US-Großstädten, wie z. B. Michael Bloomberg teil.
Weil Villaraigosa nach zwei Amtszeiten nicht erneut als Bürgermeister kandidieren durfte, wurde Eric Garcetti im Mai 2013 als Bürgermeister gewählt.

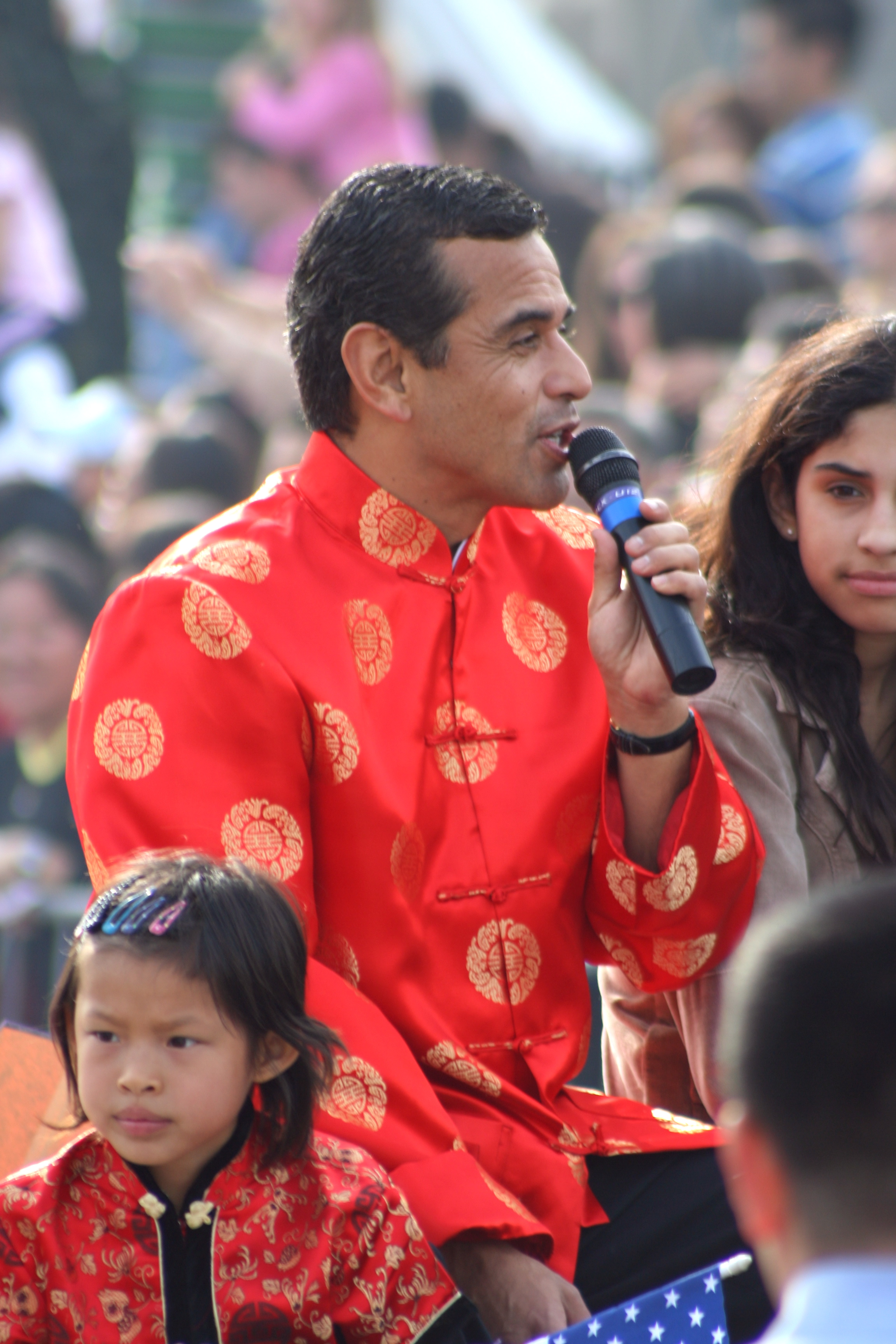
Antonio Villaraigosa bei einer Parade in Chinatown von Los Angeles

## Politisches Wirken

### Ethisches
Villaraigosas erste Amtshandlung war es, alle Angestellte der Stadt eine ethische Erklärung unterschreiben zu lassen. Außerdem entfernte er alle Lobbyisten aus städtischen Kommissionen und erklärte es sich zum Ziel, niemals während seiner Amtszeit wieder Lobbyisten einzustellen. Auf diese Weise möchte Villaraigosa Korruption im Keim ersticken.

### Auszuführende Anweisungen und Verkehr
Villaraigosa hat sieben Exekutivanweisungen zu verschiedenen Themen herausgegeben. Seine bekannteste Anweisung war es, dass er Straßenbauarbeiten zur Hauptverkehrszeit verbot.
Außerdem widmet er dem öffentlichen Nahverkehr mehr Aufmerksamkeit.

### Bildung und Straßengangprävention
Villaraigosa ist der Ansicht, dass Bürgermeister großer Städte Schulen kontrollieren sollten, da so Straßengangs am besten entgegengetreten werden kann. Bereits in den ersten Wochen seiner Amtszeit gründete er einen Rat mit Erziehungsberatern, um Maßnahmen zur Verbesserung der öffentlichen Bildung zu debattieren. Dazu gehörten beispielsweise eine bessere Gesundheitsvorsorge sowie das Schaffen von sicheren Schulwegen.
In seiner ersten Ansprache an die Stadt erklärte er seine Absicht, mithilfe eines neuen Gesetzes die vollständige Kontrolle über das Los Angeles Unified School District (LAUSD), also die Schulen von Los Angeles zu übernehmen. Nach heftigem Protest der Lehrergewerkschaft musste er sich jedoch auf einen Kompromiss einlassen, wonach jeder Bürgermeister des LAUSD in einem Rat der Bürgermeister sitzt, wobei Villaraigosa 80 % der Stimmen erhält, so dass die Meinung der anderen Bürgermeister zumindest angehört werden muss. Der Rat entscheidet zum Beispiel über das Budget.

### Wirtschaftspolitik
Nach Villaraigosas Ansicht ist es für die Stadt notwendig, eine gesunde Wirtschaft zu haben, um beispielsweise Obdachlosigkeit bekämpfen zu können. Er unterstützte beispielsweise die Konstruktion von LA Live, eine milliardenschwere Investition vom Staples Center, wodurch Theater, Kinos, Hotels sowie Sendeeinrichtungen entstehen.

#### Filmproduktion
Villaraigosa hatte Unterstützung für alle Beschäftigten der Filmindustrie zugesagt. Er unterstützte Maßnahmen, die die Verlagerung von Filmproduktionen ins Ausland verhindern sollten. Des Weiteren hatte er alle Gebühren, die bisher für das Filmen in Los Angeles anfielen, abgeschafft.

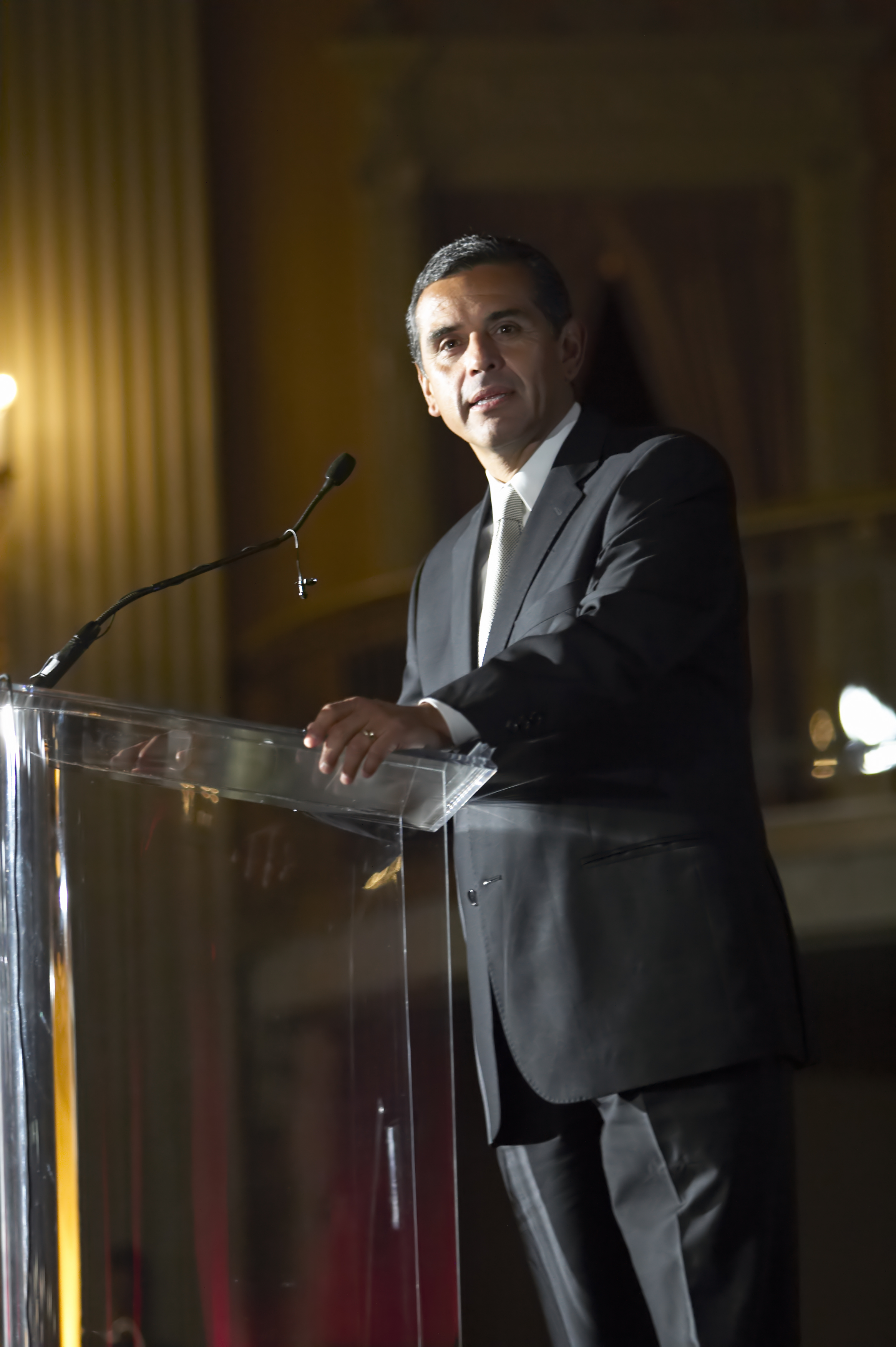
Antonio Villaraigosa (5. Oktober 2001)

### Öffentliche Sicherheit
Während der Amtszeit von James Hahn war die öffentliche Sicherheit das wichtigste politische Ziel, und die Kriminalitätsraten gingen über die Jahre erheblich zurück. Villaraigosa setzte diese Bemühungen fort. Seine letzte Entwicklung war die Einführung von Beratern der Homeland Security. Los Angeles war nach Villaraigosas Ansicht für den Fall eines Terroranschlages oder einer Naturkatastrophe gerüstet. Trotzdem sollte das Los Angeles Police Department in den nächsten 4 Jahren um 1000 Mann aufgestockt werden (Stand  2006).

### Energie und Umwelt
Villaraigosa erklärte, dass bis 2017 20 % der Energie regenerativ sein soll. Sämtliche Fahrzeuge der Stadt sollten mit Erdgas betrieben werden. Außerdem hat er den Clean Air Ports Action Plan ratifiziert, der für die Häfen von Los Angeles und Long Beach gilt und die Luftqualität erheblich verbessern soll. Villaraigosa ist ein Unterstützer der Aktion green urbanism, die Los Angeles zu einer fußgängerfreundlichen Stadt machen soll.

### Überregionale Angelegenheiten
Im Oktober 2006 reiste er für 16 Tage nach England und Asien. In London sprach er nach Einladung mit Tony Blair über globale Erwärmung und die Bewerbung für die Olympischen Spiele 2016. Blair hatte Villaraigosa einige Monate zuvor in Los Angeles besucht.
In Asien besuchte er verschiedene Städte in China, Japan und Südkorea. Er bewarb dabei die Flughäfen sowie die Seehäfen von Los Angeles sowie die Stadt als Touristenziel.
Villaraigosa äußerte den Wunsch, eine Reise nach Israel antreten zu wollen.

## Ruf
Villaraigosas Ruf variiert von Wahlbezirk zu Wahlbezirk sehr stark, reicht dabei von exzellent bis sehr schlecht. Er hat den Ruf einer Führungsfigur der Demokraten und wird als potenzieller Kandidat für ein höheres Amt gehandelt, beispielsweise als Gouverneur von Kalifornien oder als Abgeordneter für das Repräsentantenhaus.